# یوستا برنهارد
یوستا برنهارد (سوئدی: Gösta Bernhard؛ ‏ ۲۶ سپتامبر ۱۹۱۰ – ۴ ژانویهٔ ۱۹۸۶) بازیگر، کارگردان فیلم، فیلم‌نامه‌نویس اهل سوئد بود.
از فیلم‌ها یا مجموعه‌های تلویزیونی که وی در آن‌ها نقش داشته‌است، می‌توان به آوگوست استریندبری: یک عمر اشاره نمود.